# たんぽぽ/海賊船/其の拳
「たんぽぽ/海賊船/其の拳」（たんぽぽ/かいぞくせん/そのこぶし）は、2009年6月24日に上地雄輔が「遊助」名義で発売した2枚目のシングル。
テーマは、「たんぽぽ:花言葉=「真心の愛」」

## 概要
前作「ひまわり」から約3か月半ぶりのリリースとなる。
トリプルA面シングル。初回生産限定盤2種類と通常盤の3種類での発売。初回生産限定盤はDVD付（収録内容はそれぞれ後述）、付録（ペーパークラフト）付き特殊紙ジャケット、スーパーピクチャーレーベル仕様。通常盤の初回特典にはカードが封入されている。またそれぞれ曲順や、ジャケット、DVDに収録されている内容が異なる。
「たんぽぽ」には、ソロとして初の振り付けがあり、PVや『HEY!HEY!HEY! MUSIC CHAMP』などで披露している。
「海賊船」のPVでは、かつて『セレブと貧乏太郎』で上地の娘役を演じた北村燦來や羞恥心の振り付けを担当した振付師の三浦亨が出演している。
また、「其の拳」は松坂大輔（レッドソックス）が携帯の着信音に使用していると上地のブログで書かれている。
本作で初めて、遊助が補作曲した曲が収録されている。
12月16日に発売された1枚目のアルバム『あの・・こんなんできましたケド。』に、「たんぽぽ」と「海賊船」のアレンジ「1万人の船員Ver.」が収録されている。
本作で初のオリコンチャート1位を記録。また、「ひまわり」に次いで2番目のヒット作である。

## CDタイプ
- 初回生産限定盤A・B…1785円
  - CD+DVD。
- 通常盤…1223円
  - CDのみ。

## 収録曲

### 通常盤・初回仕様限定盤（たんぽぽ/海賊船/其の拳）
1. たんぽぽ
作詞：遊助、作曲：遊助・イイジマケン・ピエール、編曲：イイジマケン、ピエール
2. 海賊船
作詞：遊助、作曲：遊助・HASE-T、編曲：HASE-T
3. 其の拳
作詞：遊助、作曲・編曲：N.O.B.B
  - NHK FM『上地雄輔のラジ音!』挿入歌
4. たんぽぽ -instrumental-

### DVD付初回生産限定盤A（海賊船/たんぽぽ/其の拳）
CD
1. 海賊船
2. たんぽぽ
3. 其の拳
4. たんぽぽ -instrumental-

DVD
1. 海賊船 Music Video

### DVD付初回生産限定盤B（其の拳/たんぽぽ/海賊船）
CD
1. 其の拳
2. たんぽぽ
3. 海賊船
4. たんぽぽ -instrumental-

DVD
1. たんぽぽ　Music Video